# Quarante-huitard
Un quarante-huitard est un révolutionnaire de 1848, année riche en révolutions en Europe (le « Printemps des peuples »), en particulier en France (la Révolution française de 1848 en février, les « Journées de Juin »), dans la Confédération germanique (la « Révolution de Mars »), en Autriche-Hongrie et en Hongrie.